# 엄수연
엄수연(嚴秀然, 2001년 2월 1일~)은 대한민국의 아이스하키 선수로 포지션은 수비수다.

## 국가대표팀 경력
- 2017년 삿포로 동계아시안게임 대표
- 2017년 IIHF 세계선수권 대표
- 2018년 평창 동계올림픽 대표